# Scioglyptis lyciaria
Scioglyptis lyciaria är en fjärilsart som beskrevs av Achille Guenée 1858. Scioglyptis lyciaria ingår i släktet Scioglyptis och familjen mätare. Inga underarter finns listade.

## Bildgalleri

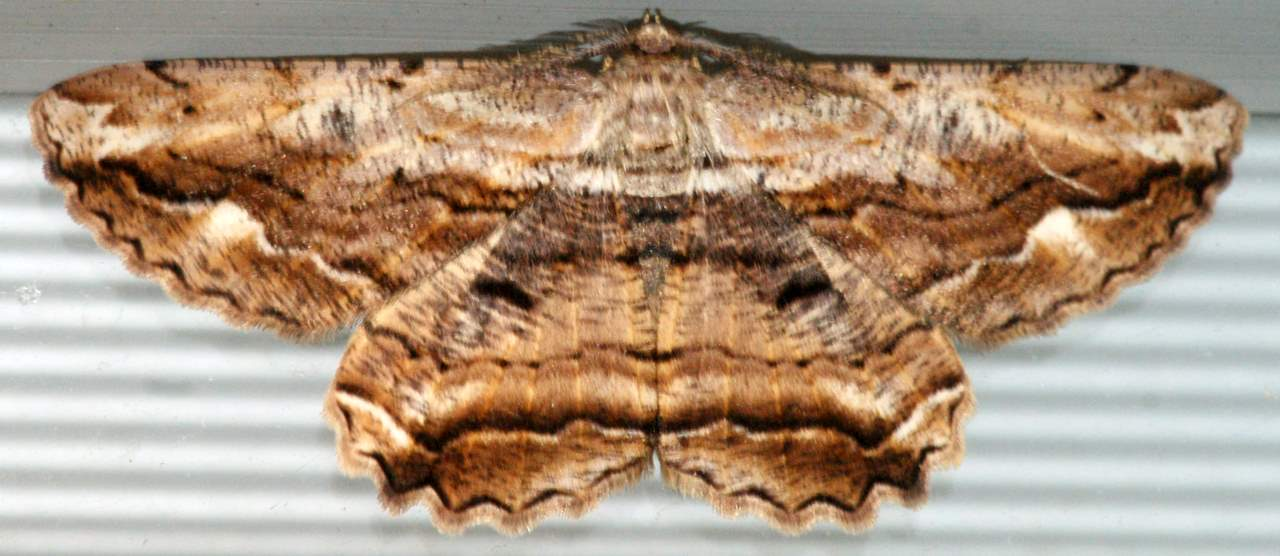
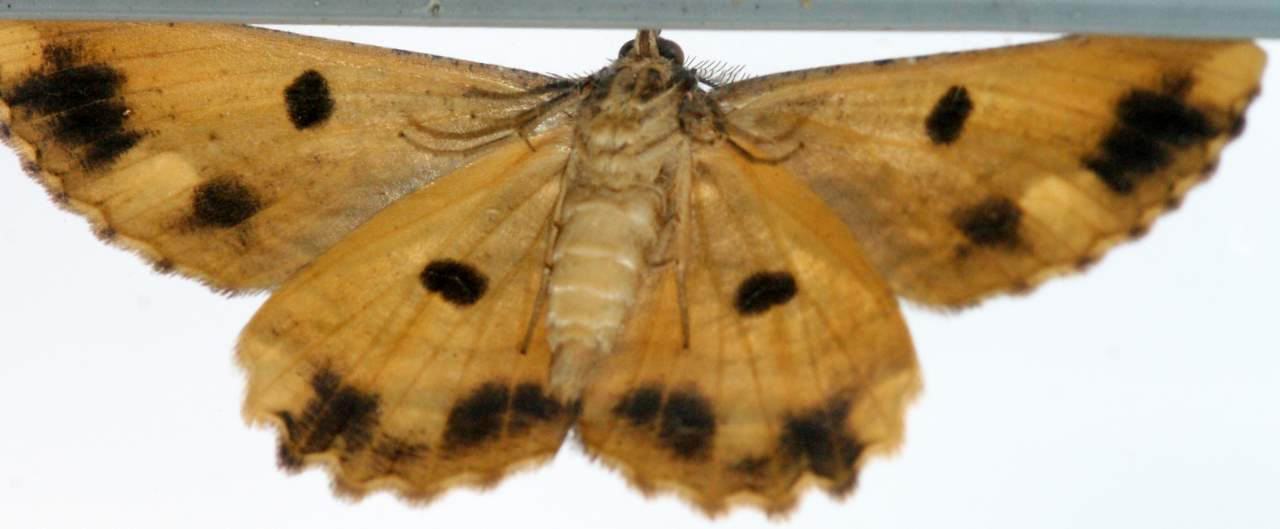
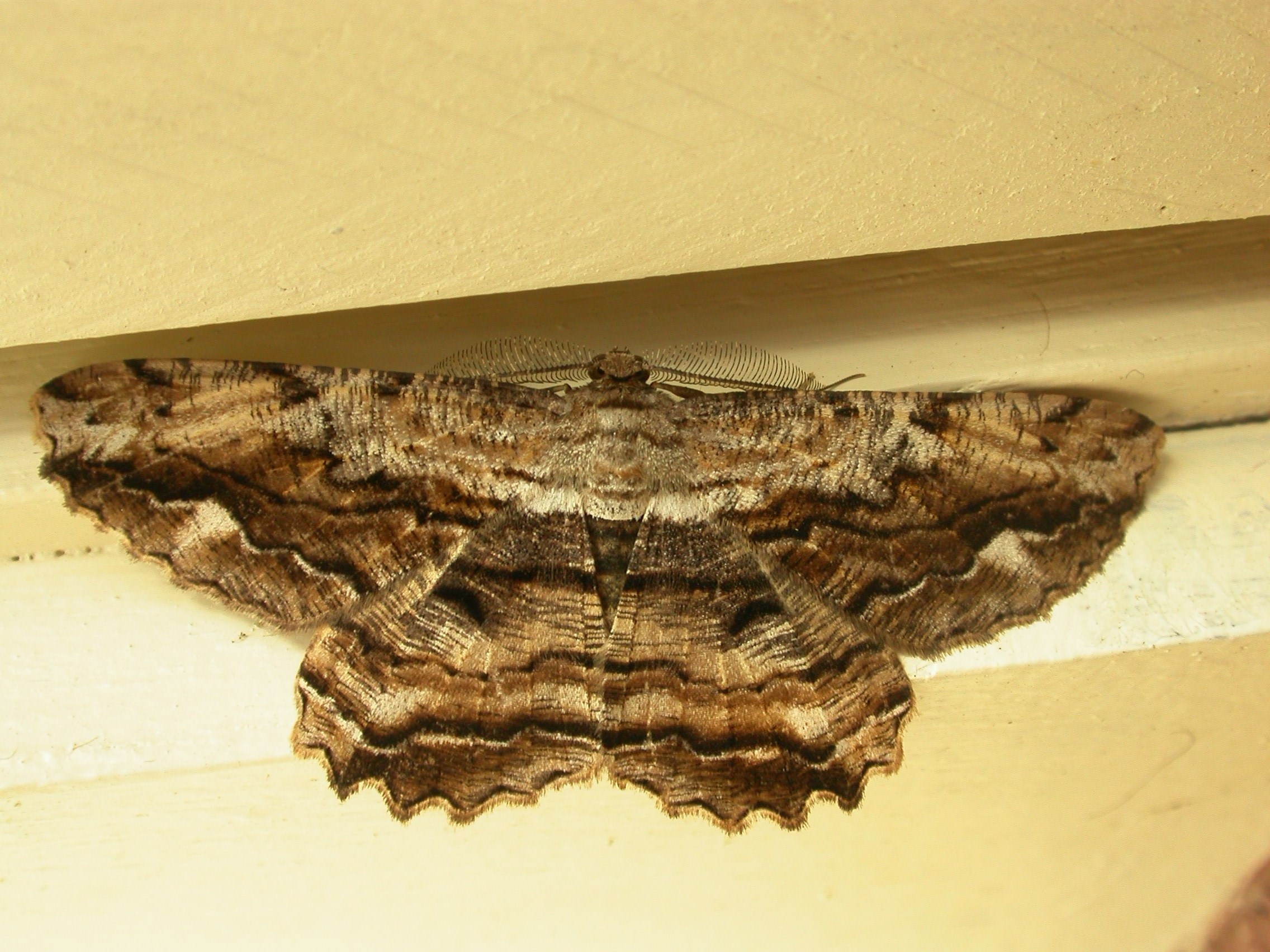
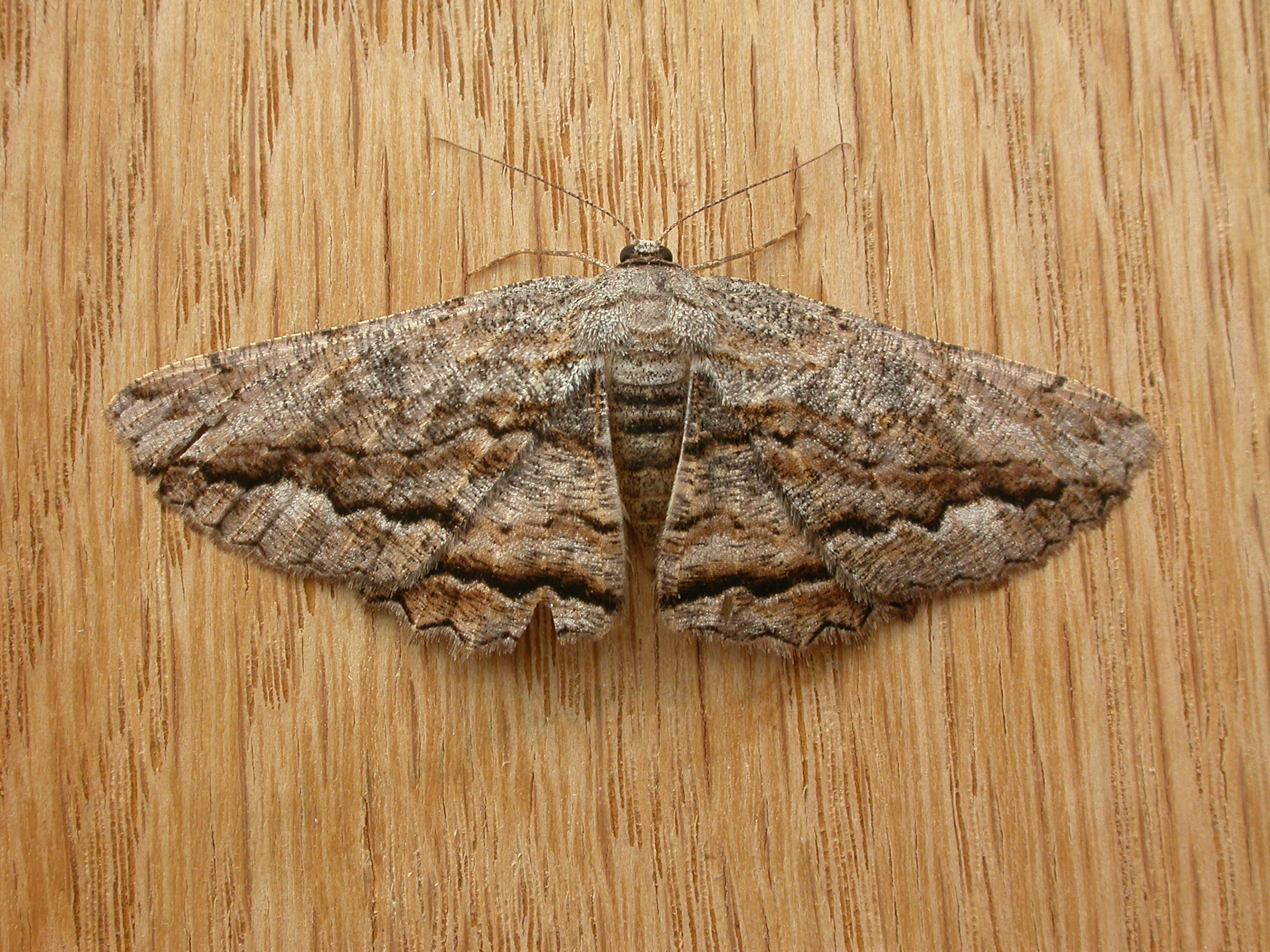